# Warren County (Ohio)
 For alternative betydninger, se Warren County. (Se også artikler, som begynder med Warren County)
Warren County er et county i den amerikanske delstat Ohio.  

## Demografi
Ifølge folketællingen fra 2000 boede der 158.383 personer i amtet. Der var 55.966 husstande med 43.261 familier. Befolkningstætheden var 153 personer pr. km². Befolkningens etniske sammensætning var som følger: 94,66% hvide, 2,73% afroamerikanere.
Der var 55.966 husstande, hvoraf 39,70% havde børn under 18 år boende. 66,20% var ægtepar, som boede sammen, 8,00% havde en enlig kvindelig forsøger som beboer, og 22,70% var ikke-familier. 18,90% af alle husstande bestod af enlige, og i 6,40% af tilfældene boede der en person som var 65 år eller ældre.
Gennemsnitsindkomsten for en husstand var $57.952 årligt, mens gennemsnitsindkomsten for en familie var på $64.692 årligt.